# Neobulgaria pura
Espèce
Neobulgaria pura connue aussi sous le nom vernaculaire Pézize pure est une espèce d'ascomycète de la famille des Helotiaceae.

## Description
Ce champignon de la division des ascomycètes a une forme de coupe sessile (pas de pédicule) de 1 à 2,5 cm de haut et larges de 2 à 4 cm de diamètre et de couleur blanchâtre ou rosée avec des reflets lilas. L'intérieur de la coupe est visqueux et granuleux. Sa chair est translucide et de consistance gélatineuse. La surface est plus foncée, granuleuse et denticulée.
Les spores sont biguttulées, hyalines et elliptiques longues de 6,5 à 9 µm et larges de 3 à 4,5 µm.

## Habitat
Il pousse en groupes serrés sur les branches et les souches des feuillu dont les hêtres. Il est saprotrophe On peut l'apercevoir de l'été à l'automne.

## Comestibilité
Il est non comestible,.

## Distribution
On le trouve en France ainsi qu'au Québec,.

## Taxonomie
Le nom correct complet (avec auteur) de ce taxon est Neobulgaria pura (Pers.) Petr., 1921.
L'espèce a été initialement classée dans le genre Peziza sous le basionyme Peziza pura Pers., 1796.
Son nom vernaculaire est Pézize pure.

### Synonymes
Neobulgaria pura a pour synonymes :
- Bulgaria pura (Pers.) Fr., 1822
- Coryne bresadolae Rehm, 1915
- Coryne foliacea Bres., 1905
- Craterocolla pura (Pers.) Sacc., 1888
- Neobulgaria pura var. pura , 1921
- Ombrophila pura (Pers.) Baral, 1985
- Ombrophila pura (Pers.) Fr., 1849
- Peziza pura Pers., 1796

### Liste des variétés
Selon MycoBank (12 février 2024) :
- Neobulgaria pura var. foliacea (Bres.) Dennis & Gamundí, 1969
- Neobulgaria pura var. pura , 1921

## Publication originale
- Petrak, F., « Mykologische Notizen. II », Annales Mycologici, vol. 19,‎ 1921, p. 17-128 (lire en ligne)